# Wengen
Wengen je větší vesnice v kantonu Bern, která spadá pod obec Lauterbrunnen ve Švýcarsku. Místo má největší počet obyvatel z okolí i Lauterbrunnen samotného. Wengen leží v nadmořské výšce je 1 274 m n. m. na úpatí hor Eiger, Mönch a Jungfrau, 400 m nad údolím Lauterbrunnen.
Je významným střediskem cestovního ruchu Jungfrauregionu, a je zapsána na seznamu světového kulturního dědictví UNESCO zároveň s Wengernalpbahn.
Wengen nemá běžné silniční spojení s okolím a hlavním dopravním spojením je železnice Wengernalpbahn. Wengen má 1 300 stálých obyvatel, v hlavní zimní sezóně se však počet návštěvníků přesahuje 10 000, v letní sezóně přibližně 5 000.

## Historie
Název Wengen byl poprvé zmíněn dokumentech v roce 1268. Původ názvu není úplně zřejmý, pravděpodobně se jedná o význam "tvář na úbočí" nebo "vlhké louky".
Obyvatelé žili po samotách jednoduchým životem vzdáleni od civilizace. I přesto, v roce 1669, byl Wengen zasažen morovou epidemií a obyvatelstvo sužovaly i jiné přírodní katastrofy, například v roce 1770 při sesuvu velké laviny přišlo o život osm obyvatel, v roce 1791 došlo k sesuvu půdy, při kterém došlo k obětem na životech lidí i zvířat.
Wengen byl původně zaměřen na zemědělství, až v první polovině 19. století se zde začíná rozvíjet turistický ruch. Turisté začali Wengen navštěvovat při turistických výpravách na Kleine Scheidegg a dále Grindelwald. Jedním z prvních návštěvníků byl Felix Mendelssohn. První hotel a hospoda byla otevřena v roce 1859. Cestovní ruch se více rozšířil po vybudování ozubnicové tratě Wengernalpbahn v roce 1890, ale nebyla postavena silnice. Počet obyvatel se postupně zvýšil z 210 (1783) na 811 (1900). V současnosti je zde mnoho hotelů s dostatečnou kapacitou ubytování v letní i zimní turistické sezóně.
Wengen je také domovem Downhill Only Club, jednoho z nejstarších britských klubů alpského lyžování, který byl založen v roce 1925.
Od roku 1930, jsou pořádány slavné lyžařské závody Lauberhorn konané ve Wengenu.
Během druhé světové války zde byli internováni nejen britští a američtí piloti, tak i polští vojáci.

Wengen v létě ...
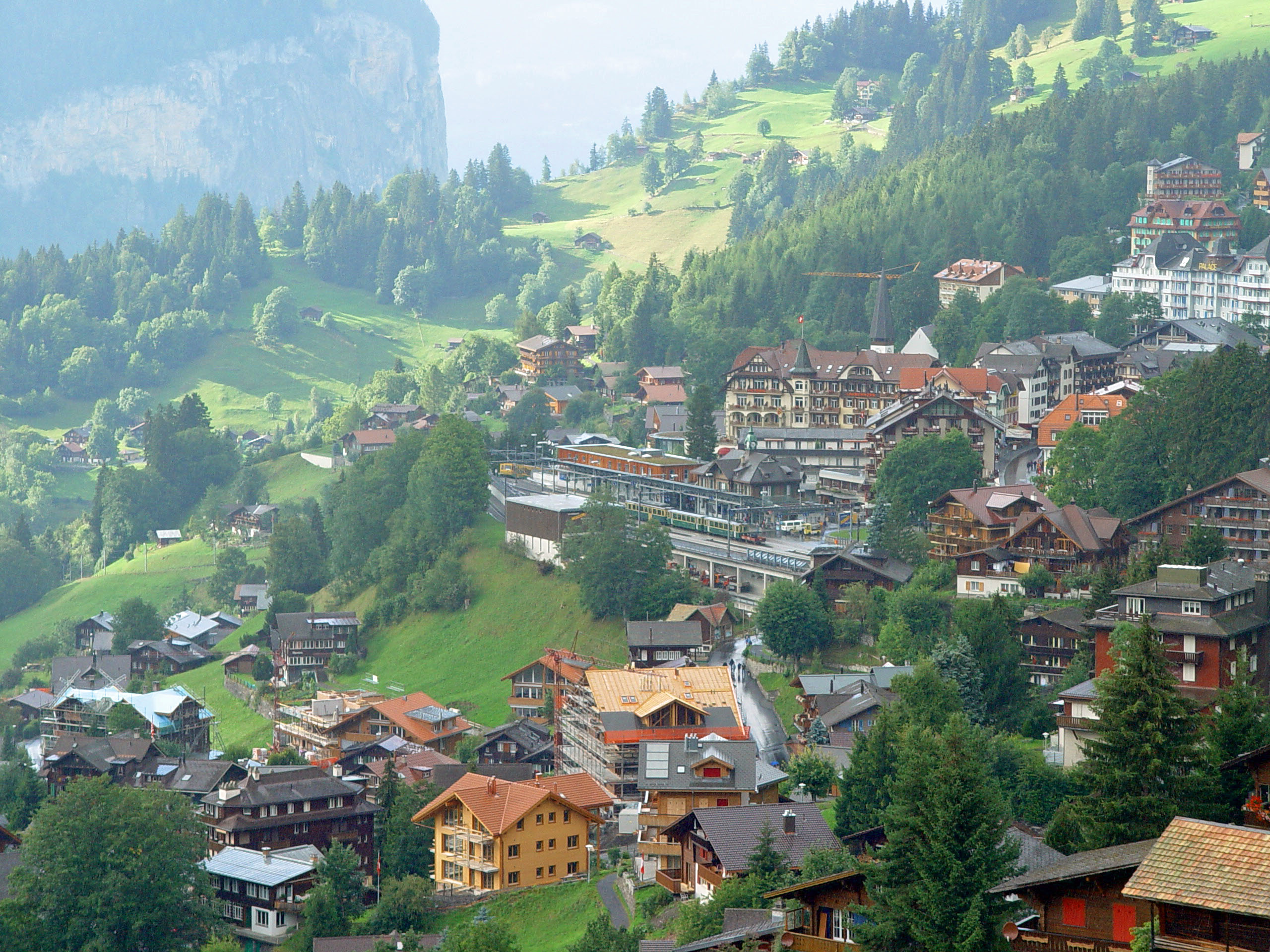
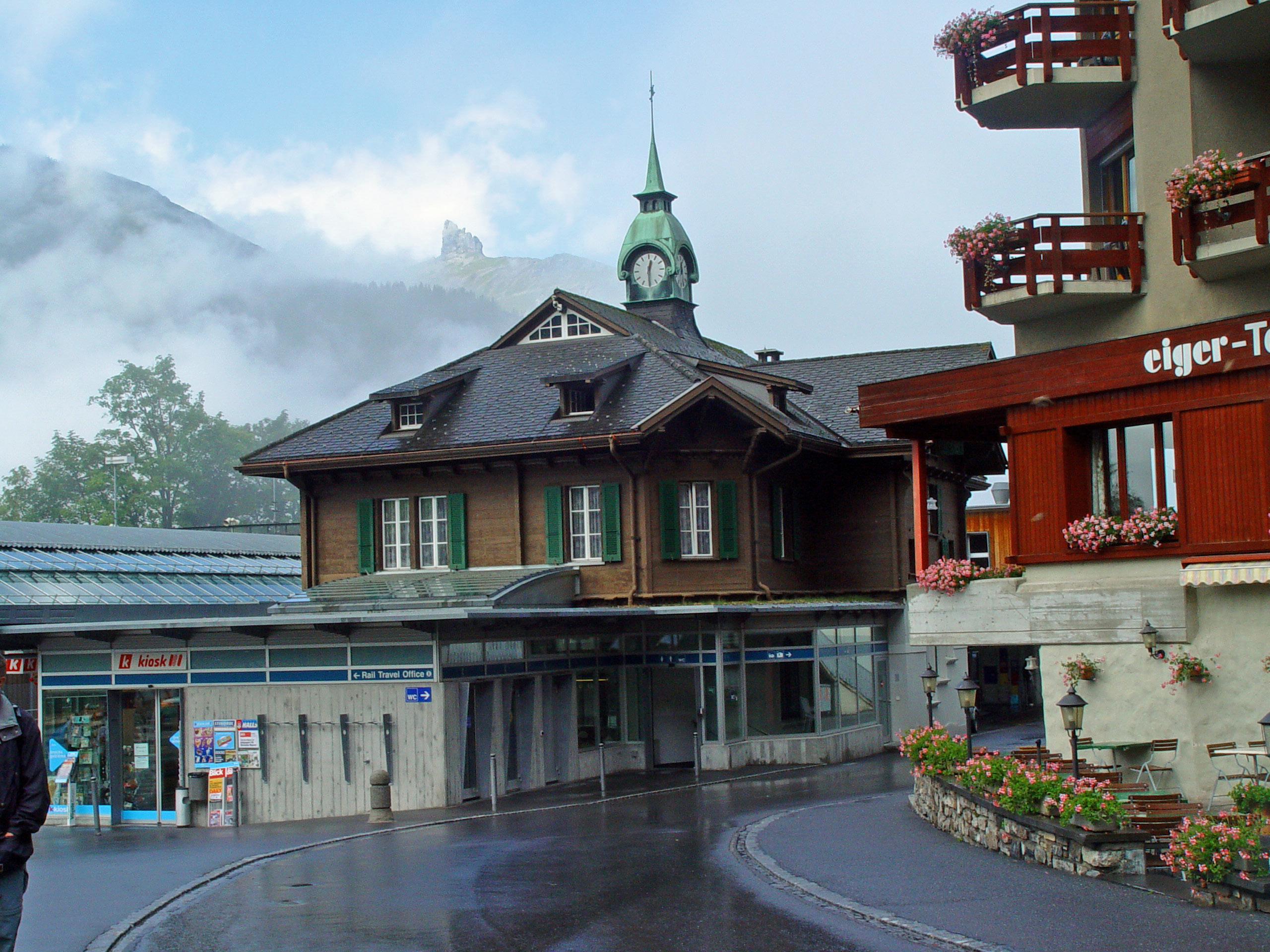
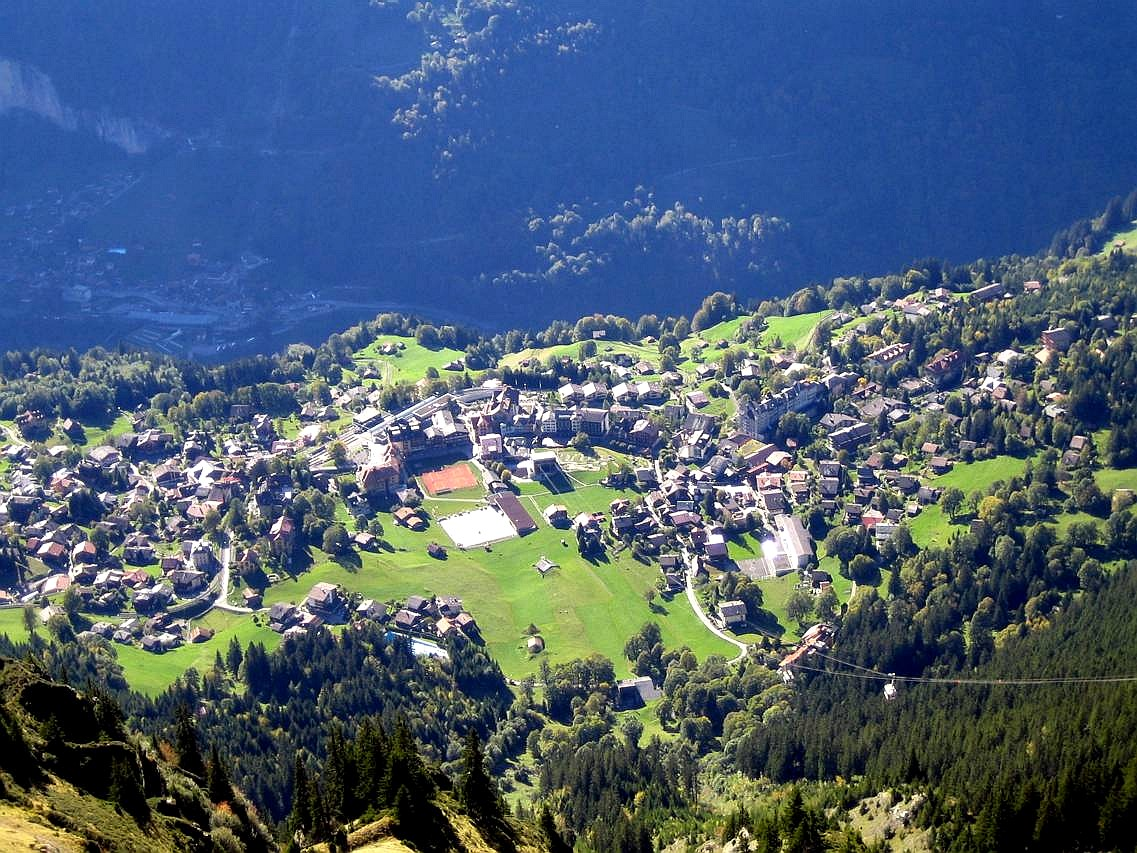
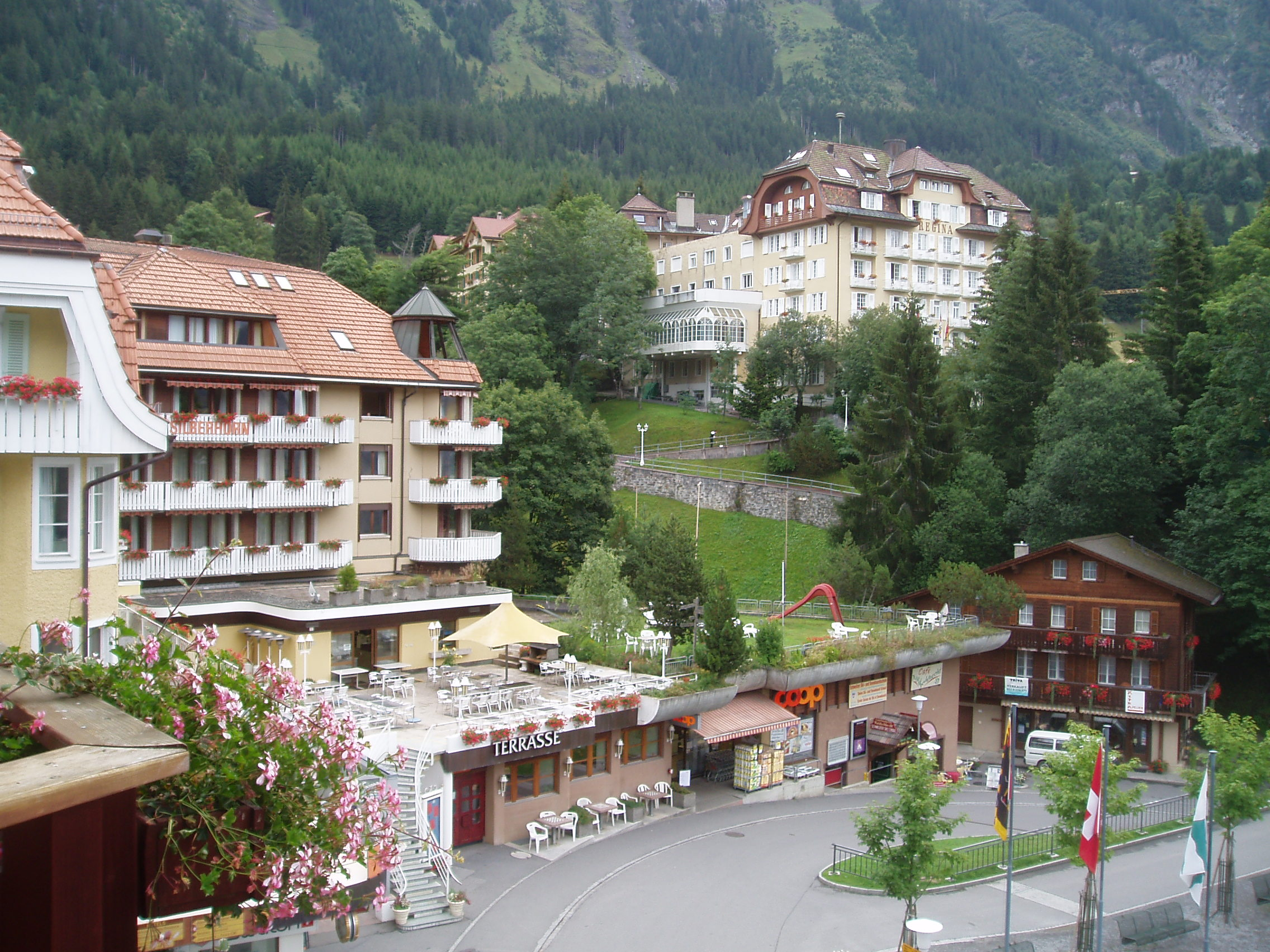
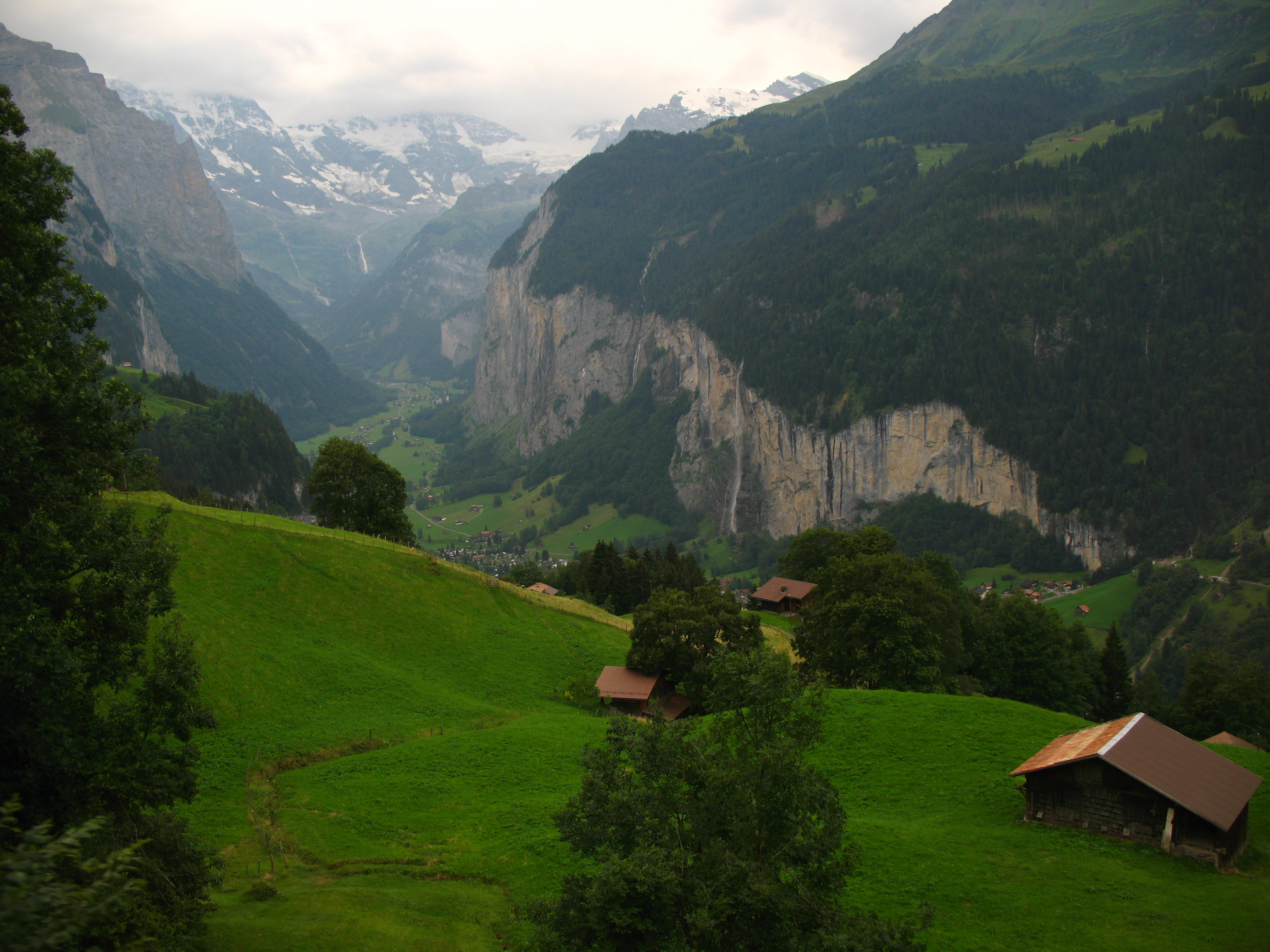
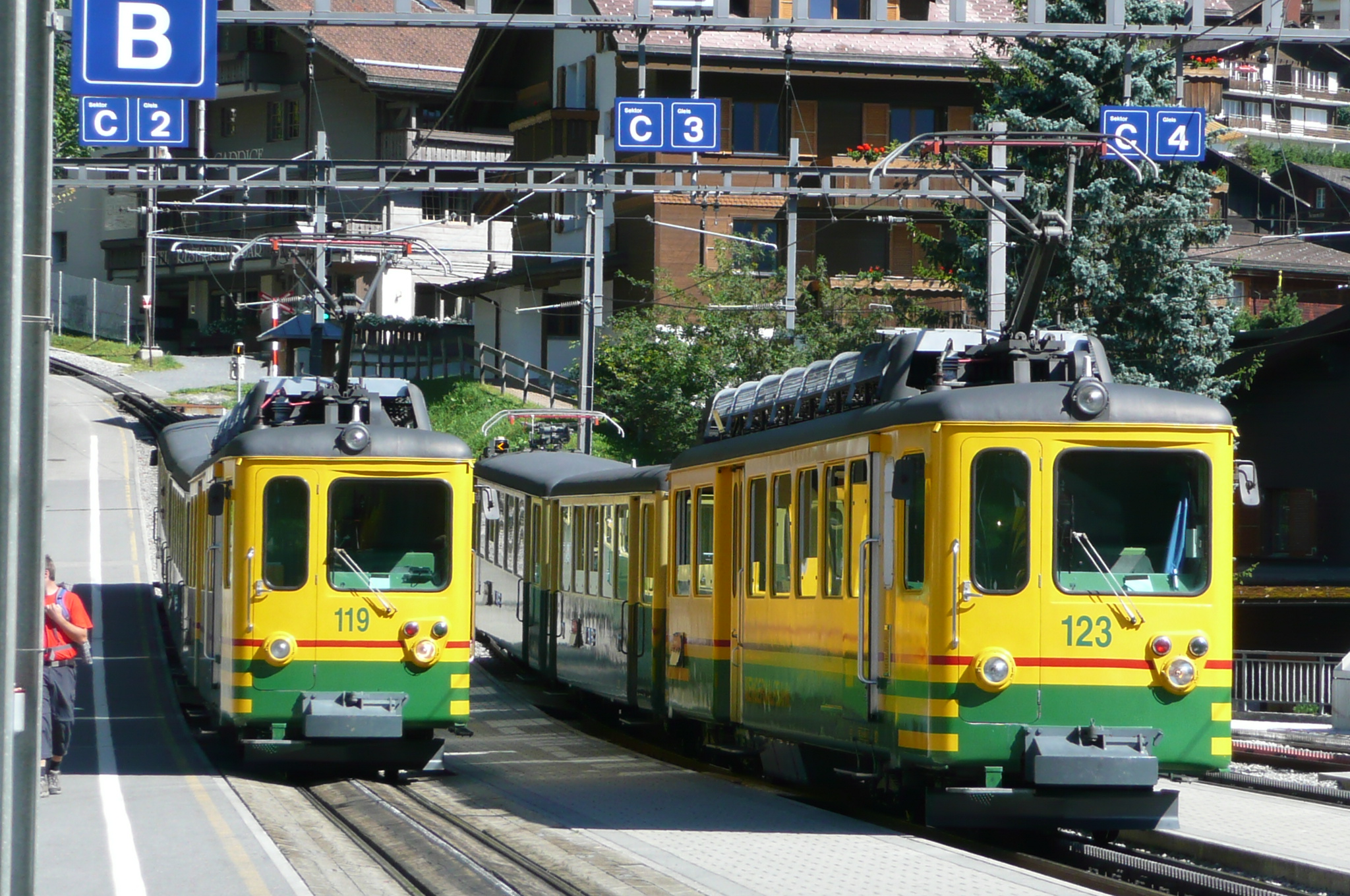

## Rekreace, turistika, sport
Každý rok se zde v lednu konají slavné lyžařské závody Lauberhornrennen na trase Jungfrau maratonu. Závody se tradičně skládají ze sjezdu, slalomu a kombinovaného sjezdu. Kromě toho, že se jedná o nejvíce technicky náročné sjezdy, v Lauberhornu se pořádá i nejdelší závod světového poháru FIS a pravděpodobně i nejmalebnější. Průměrný čas sjezdu při světovém poháru na trati dlouhé 4 455 metrů je 2:30 min. Je to nejvyšší rychlost dosažená v Haneggschuss na mistrovství světa.
Železnicí Wengernalpbahn se můžete dostat na svahy Allmend, a Kleine Scheidegg. Lanovkou můžete vyjet na Männlichen a odtud se vydat na sjezdovky do Grindelwaldu, Kleine Scheideggu a v okolí Wengenu.
Při pěších túrách na hory v okolí je nutno brát v úvahu nejen náročnost stoupání a strmost svahů, po kterých vedou turistické cesty ale i možné náhlé změny počasí, kdy padne hustá mlha a viditelnost se blíží nule. Pěší výlet na Kleine Scheidegg je snazší s stoupání není tak strmé, doba výstupu je asi 3 hodiny.
Z dalších možností rekreace je např. bruslení, curling a v létě seskoky padákem.

Wengen v zimě ...
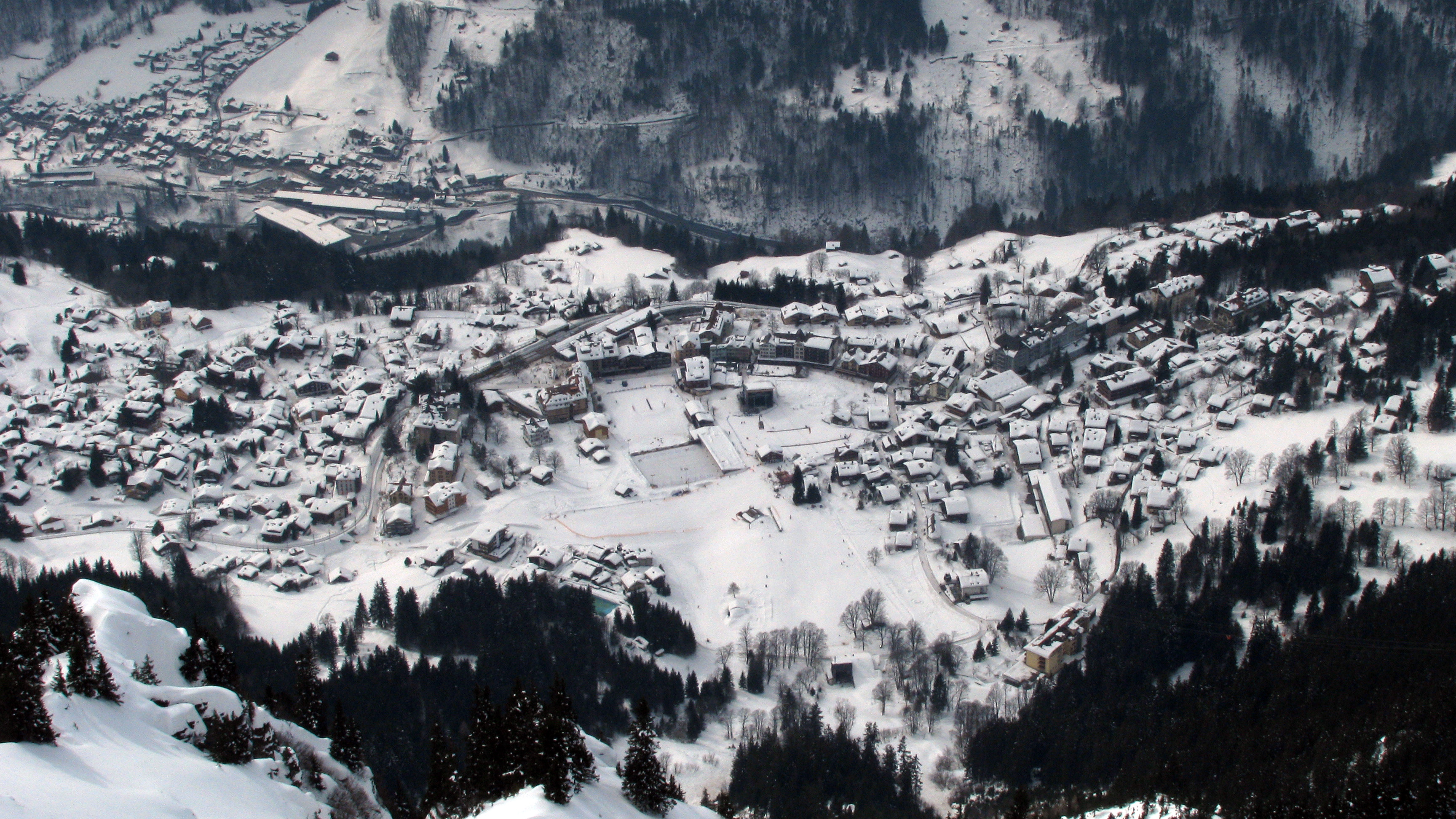
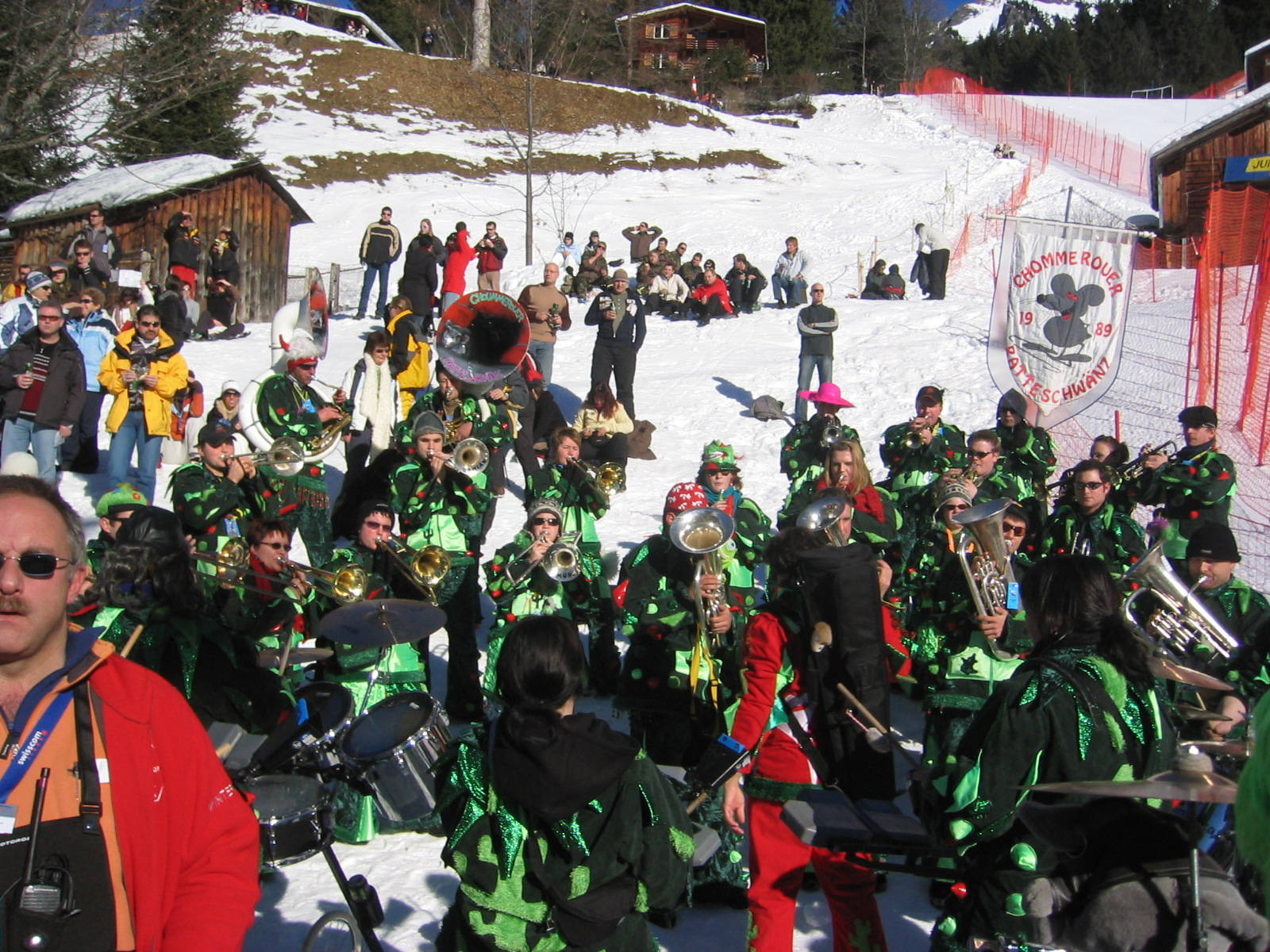
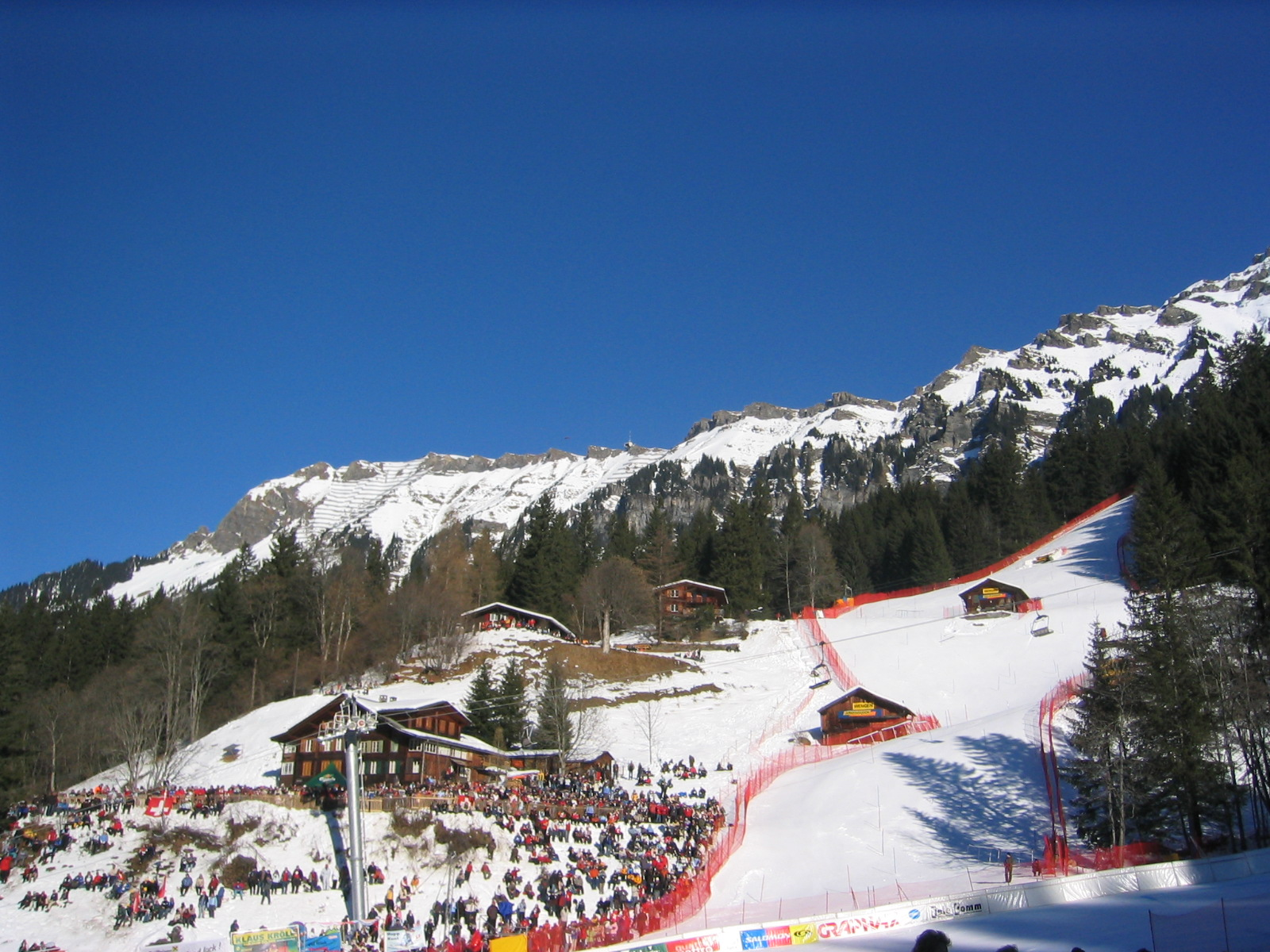
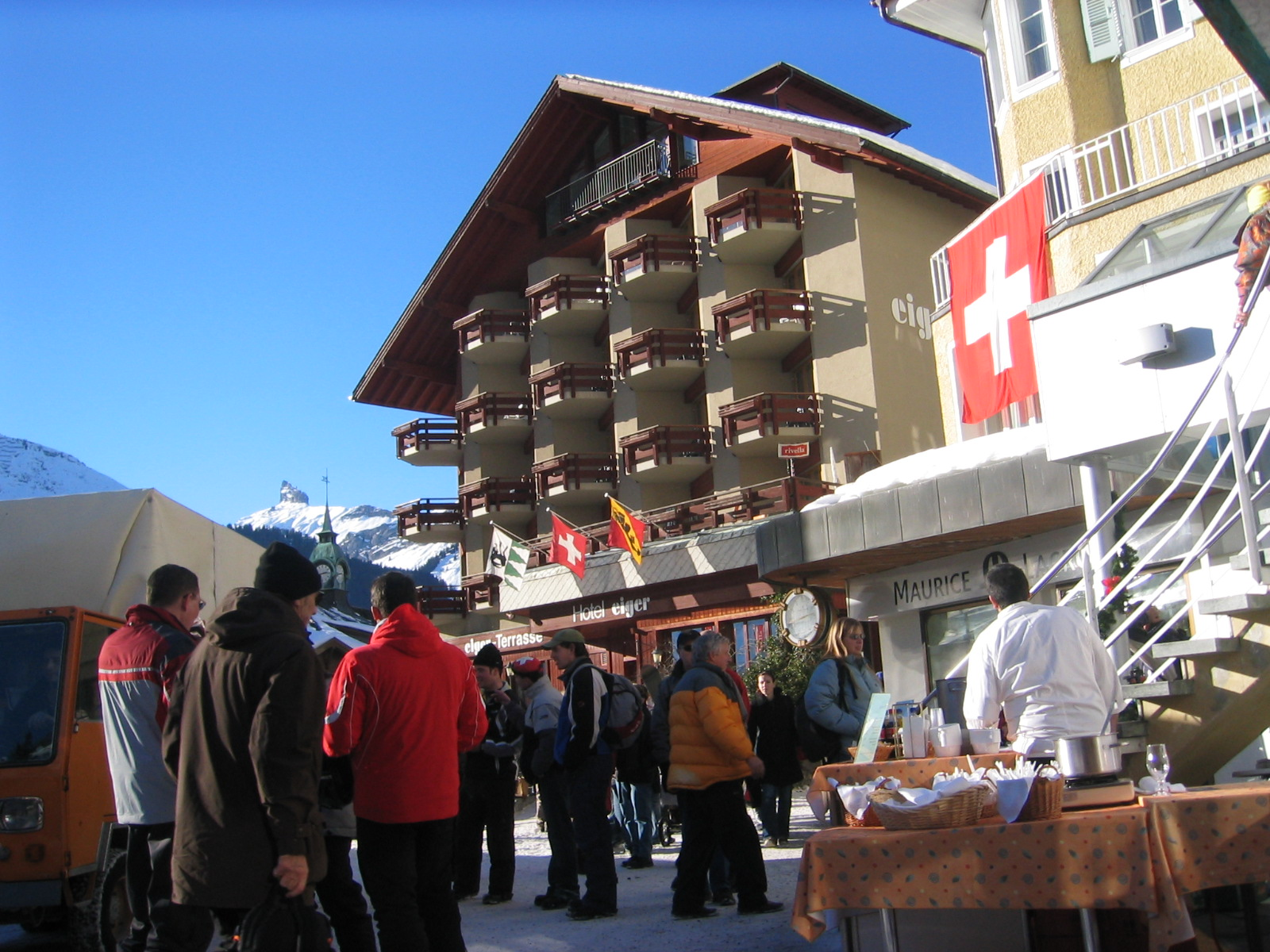
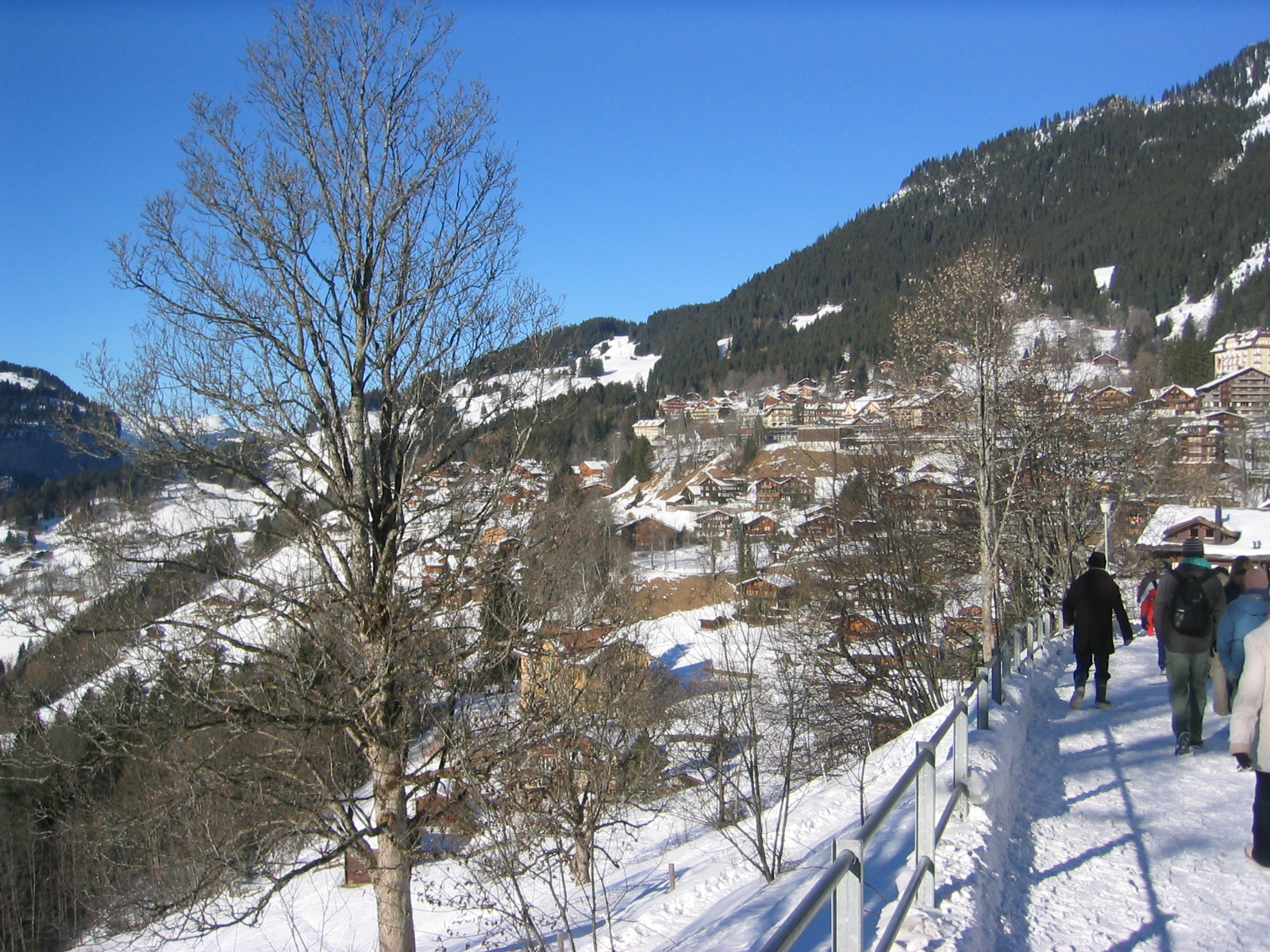
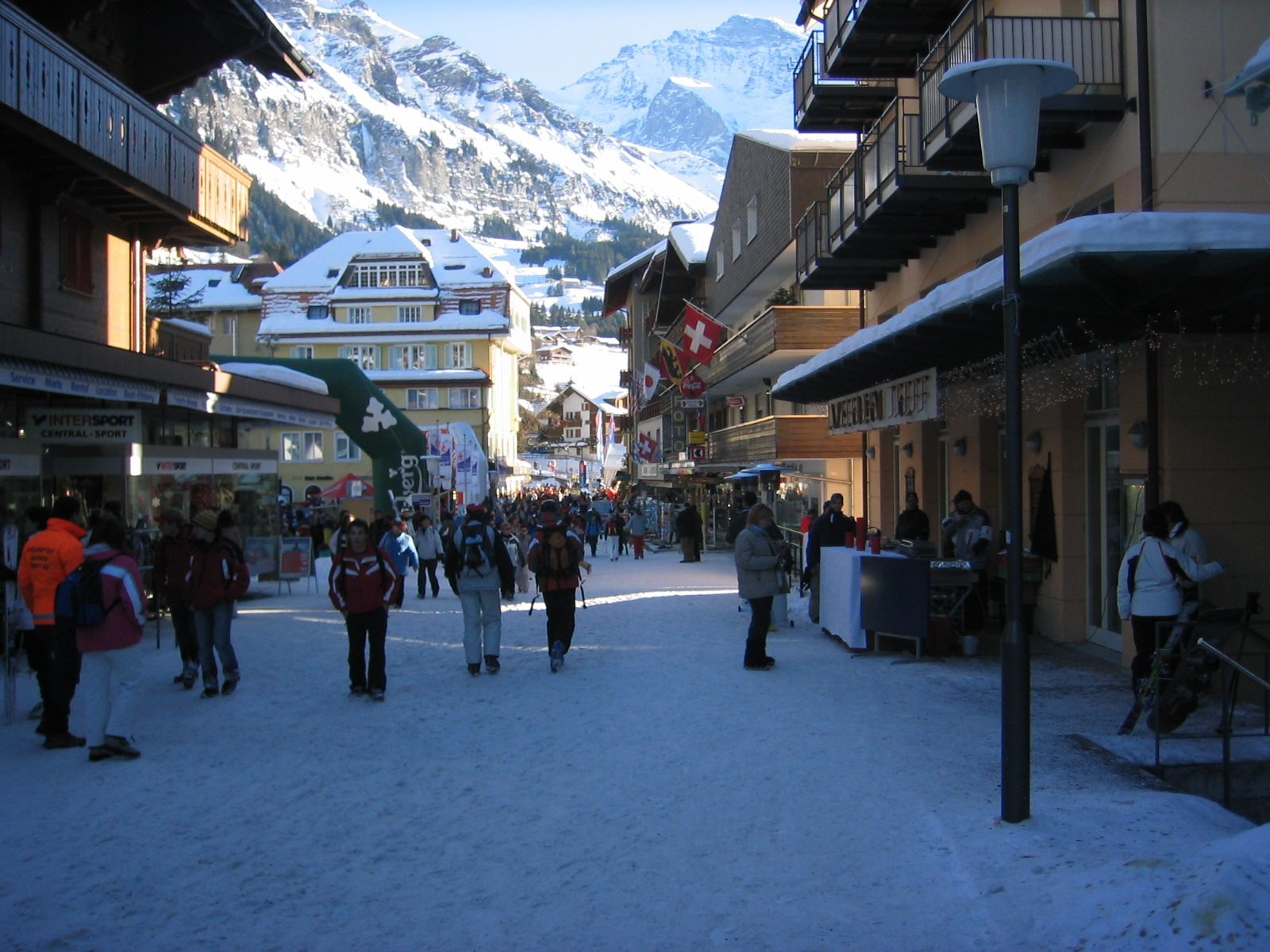

## Doprava
Wengen je jedno z mála míst, kde je vyloučena automobilová doprava. K dispozici je pouze několik elektromobilů, které zajišťují dopravu nákladu z a na nádraží železniční stanice.
Wengen je tedy přístupný pouze po ozubnicové železnici Wengernalpbahn z Lauterbrunnen nebo z Grindelwaldu přes Kleine Scheidegg, případně lanovkou z Männlichen společnosti Luftseilbahn Wengen-Männlichen.
Železniční doprava z Lauterbrunnen na nádraží Wengen probíhá denně od časného rána až do pozdních nočních hodin a je nejzatíženějším traťovým úsekem Wengernalpbahn. Projíždí zde cca 40 služebních souprav denně. Každá souprava se může skládat až ze 4 samostatných vlaků, jedoucích těsně za sebou.
Cesta nahoru trvá asi 14 minut, cesta dolů asi 17 minut. Sjezd je delší proto, že na trati dochází k míjení souprav a je potřeba zajistit, aby soupravy jedoucí nahoru, do Wengenu, nemusely zastavovat. V současnosti se používá delší ale méně strmá část tratě přes Wengwald.
Lanovka Wengen-Männlichen je v provozu jen v sezóně.